# فيليكس كامبل
فيليكس كامبل (بالإنجليزية: Felix Campbell)‏ هو مهندس وسياسي أمريكي، ولد في 28 فبراير 1829 في بروكلين في الولايات المتحدة، وتوفي بنفس المكان في 8 نوفمبر 1902. حزبياً، نشط في الحزب الديمقراطي. وقد انتخب عضو مجلس النواب الأمريكي.